# جايلتون نونيز دي أوليفيرا
جايلتون نونيز دي أوليفيرا (30 يناير 1974 في البرازيل – )؛ هو لاعب كرة قدم سابق كان يلعب كلاعب وسط.

## وصلات خارجية
- جايلتون نونيز دي أوليفيرا على موقع رابطة كرة القدم اليابانية للمحترفين (اليابانية)
- جايلتون نونيز دي أوليفيرا على موقع عالم كرة القدم.نت (الإنجليزية)